# Лазарев, Виктор Никитич
Ви́ктор Ники́тич Ла́зарев (22 августа (3 сентября) 1897, Москва — 1 февраля 1976, там же) — советский искусствовед, специалист в области истории древнерусского и византийского искусства, а также итальянского искусства эпохи Возрождения. Доктор искусствоведения (1936), профессор, член-корреспондент АН СССР (1943).

## Биография
Сын московского архитектора Н. Г. Лазарева, потомка Абамелек-Лазаревых. В 1916 году окончил гимназию А. Е. Флерова с золотой медалью, с декабря того же года находился в действующей армии на Кавказском фронте. Демобилизовавшись весной 1918 года, поступил на историко-филологический факультет Московского университета. Учился истории искусства у Н. И. Романова, также слушал курсы Б. Р. Виппера, А. Г. Габричевского, В. К. Мальмберга, А. И. Некрасова и А. А. Сидорова. Был секретарём редакции книгоиздательства «Денница» (1918), сотрудником-специалистом Отдела по делам музеев и охраны памятников искусства и старины Наркомпроса РСФСР (1919). С марта 1919 по январь 1920 года служил в Красной армии на Южном фронте. Вернувшись в университет, подготовил дипломную работу «Происхождение портрета в итальянском искусстве», позднее переделанную в диссертацию. Был зачислен в аспирантуру Института археологии и искусствознания РАНИОН. В 1923—1924 годах преподавал историю античной архитектуры в Московском высшем техническом училище.
С 1924 года работал в ГМИИ: главный хранитель, заведующий картинной галереей (1928—1931), заведующий отделом эпохи феодализма (1931—1935), заместитель директора по научной части (1936—1938). В 1925 году начал преподавание на отделении истории искусства этнологического факультета МГУ, в 1925—1926 годах находился в заграничной командировке в Европе. Старший научный сотрудник Института археологии и искусствознания, библиограф Библиотеки им. В. И. Ленина, редактор отдела литературы, искусства и языковедения БСЭ (1927—1940). С 1934 по 1941 год был профессором МИФЛИ, в 1942—1947 и с 1953 года — профессор МГУ, с 1960 года — заведующий кафедрой истории зарубежного искусства. Одновременно заведовал кафедрой истории искусства, читал курс истории западноевропейского искусства и спецкурс по истории гравюры в МГХИ им. В. И. Сурикова (1935—1948), преподавал историю архитектуры аспирантам Академии архитектуры СССР.
Доктор искусствоведения (1936, без защиты диссертации), член-корреспондент АН СССР по Отделению литературы и языка с 29 сентября 1943 года. Один из организаторов Института истории искусств АН СССР; с 1944 года возглавлял сектор живописи и скульптуры. Автор разделов о древнерусском искусстве XI—XV веков в 13-томной «Истории русского искусства».
Иностранный член Британской академии и Сербской академии наук, член-корреспондент Венецианского института наук, литературы и искусств.
Супруга — искусствовед Вера Николаевна Вольская.
Похоронен на Ваганьковском кладбище (участок 58) в Москве.

## Память
- В честь учёного названа одна из улиц итальянского города Класс.[1]

- Библиотека кафедры всеобщей истории искусства МГУ названа «Лазаревским кабинетом» в его честь.

- С 1977 года в МГУ ежегодно проходит научная конференция «Лазаревские чтения»[2].

### Основные работы
Европейское искусство:
- Портрет в европейском искусстве XVII века, М. — Л., 1937;
- «Шарден» (1947);
- Леонардо да Винчи. К 500-летию со дня рождения. М., 1952;
- Происхождение итальянского Возрождения. Т. 1-3. М., 1956, 1959, 1979;
- «Пьеро делла Франческа» (1966),
- Старые итальянские мастера, М., 1972;
- Старые европейские мастера. М., 1974.

Византийское искусство:
- История византийской живописи. Т. 1—2, М. — Л., 1947—48 (расшир. изд. — Storia della pittura bizantina, Torino, [1967], на рус. яз.: М. , 1986);
- Константинополь и национальные школы в свете новых открытий // Византийский временник. 1961. Т. 17;
- Византийская живопись, сборник статей. М., 1971;
- Византийское и древнерусское искусство, 1978.

Древнерусское искусство:
- Искусство Новгорода. М. — Л.: Искусство, 1947;
- Скульптура Владимиро-Суздальской Руси // История русского искусства. Т. 1. М., 1953;
- «Новгородская живопись последней трети XIV в. и Феофан Грек» (1955);
- «Новые открытия в Софии Киевской» (1955),
- «Мозаика Софии Киевской» (1960),
- Феофан Грек и его школа. М., 1961;
- Андрей Рублёв и его школа. М., 1966;
- «Михайловские мозаики» (1966),
- «Искусство средневековой Руси и Запад (XI—XV вв.)» (1970),
- Русская средневековая живопись: статьи и исследования. М., 1970;
  - Русская иконопись от истоков до начала XVI века / Вступ. статья и ред. Г. И. Вздорнова. 2-е изд. М., 1994.
- Лазарев В. Н. Древнерусские мозаики и фрески. — М.: Искусство, 1973. — 512 с. — (Из истории мирового искусства). — 20 000 экз.
  - Новгородская иконопись. 2-е изд. 1986;
- Страницы истории новгородской живописи. Двусторонние таблетки из собора Св. Софии в Новгороде. М., 1983.

История искусствознания
- О. Шпенглер и его взгляды на искусство. М., 1922;
- Н. П. Кондаков. М., 1925.

## Награды и премии
- Орден Трудового Красного Знамени (4 ноября 1944) — за выдающиеся заслуги в деле подготовки специалистов для народного хозяйства и культурного строительства
- Орден Трудового Красного Знамени (10 июня 1945)
- Орден Трудового Красного Знамени (27 марта 1954)
- орден Дружбы Народов (1975)
- медали
- Государственная премия СССР (1976, посмертно) — за книги «Византийская живопись», «Древнерусские мозаики и фрески», «Старые итальянские мастера», «Старые европейские мастера»
- Премия имени М. В. Ломоносова I степени (1967) — за совокупность работ по теме «Древнерусское искусство в свете новых исследований»